# ستيف ريد
ستيف ريد (بالإنجليزية: Steve Reid)‏ (6 أبريل 1955 بمونتريال في كندا - ) هو لاعب كرة قدم أمريكي في مركز الوسط. لعب مع بروكلين نتس وNew England Sharks ‏ وفيلادلفيا فيوري ‏ ونيوإنغلند تي من ‏ وPhiladelphia Fever (MISL) ‏.

## وصلات خارجية
- ستيف ريد على موقع قاعدة بيانات كرة القدم.إي يو (الإنجليزية)